# IC 4056
IC 4056 је спирална галаксија у сазвјежђу Ловачки пси која се налази на листи објеката дубоког неба у Индекс каталогу.
Деклинација објекта је + 39° 45' 16" а ректасцензија 13h 0m 44,3s. Привидна величина (магнитуда) објекта IC 4056 износи 14,9 а фотографска магнитуда 15,7. IC 4056 је још познат и под ознакама UGC 8126, MCG 7-27-12, VV 418, PGC 44810.